# Бакан (Виктория)
Бакан (англ. Buchan) — городок в штате Виктория, Австралия, расположен на берегу реки Сноуи-Ривер. По данным переписи 2011 года количество населения города составляла 385 человек.
Почтовое отделение открыто в октябре 1878 года.
Городок известен благодаря расположенным неподалеку пещерам Бакан.
Также в городе есть конный клуб. Ежегодно на Пасху клуб проводит родео. На окраине Бакана находится гольф-клуб.